# Sadinja vas pri Dvoru
Sadinja vas pri Dvoru – wieś w Słowenii, w gminie Žužemberk. W 2018 roku liczyła 170 mieszkańców.